# Agrius
Agrius — рід метеликів родини Бражникові (Sphingidae). Рід був заснований[прояснити] Якобом Гюбнером 1819 року.
Ці нічні метелики зазвичай сірі з рожевими або жовтуватими плямами на задніх крилах і смугами на черевці.

## Види
- Agrius cingulata (Fabricius, 1775), рожево-плямистий бражник (Південна, Центральна Америка), типовий вид для роду
- Agrius convolvuli (Linnaeus, 1758), бражник в'юнковий (Євразія, Африка, Австралія)
- Agrius cordiae Riotte, 1984 (Маршаллові острови)
- Agrius godarti (Macleaey, 1826) (Австралія)
- Agrius luctifera (Walker, 1865) (Індонезія)
- Agrius Rothschildi (Kitching & Cadiou, 2000)

## Галерея
|                  |
| Agrius cingulata |

|                |
| Agrius godarti |

|                   |
| Agrius convolvuli |